# Округ Џером (Ајдахо)
Округ Џером (енгл. Jerome County) је округ у америчкој савезној држави Ајдахо.

## Демографија
По попису из 2010. године број становника је 22.374, што је 4.032 (22,0%) становника више него 2000. године.
| Група             | 2000.          | 2010.          |
| Белци             | 14.791 (80,6%) | 14.958 (66,9%) |
| Афроамериканци    | 42 (0,2%)      | 62 (0,3%)      |
| Азијати           | 50 (0,3%)      | 76 (0,3%)      |
| Хиспаноамериканци | 3.150 (17,2%)  | 6.929 (31,0%)  |
| Укупно            | 18.342         | 22.374         |